# Francis Mer
Pour les articles homonymes, voir Mer (homonymie).
Francis Mer, né le 25 mai 1939 à Pau (Basses-Pyrénées) et mort le 31 octobre 2023 à Bourg-la-Reine, est un industriel et homme politique français.
Dans les années 1980 et 1990, il dirige les entreprises Saint-Gobain Pont-à-Mousson et Usinor. De 2002 à 2004, il est ministre de l'Économie, des Finances et de l'Industrie dans deux gouvernements Raffarin, sous la présidence de Jacques Chirac.

## Biographie

### Origine et études

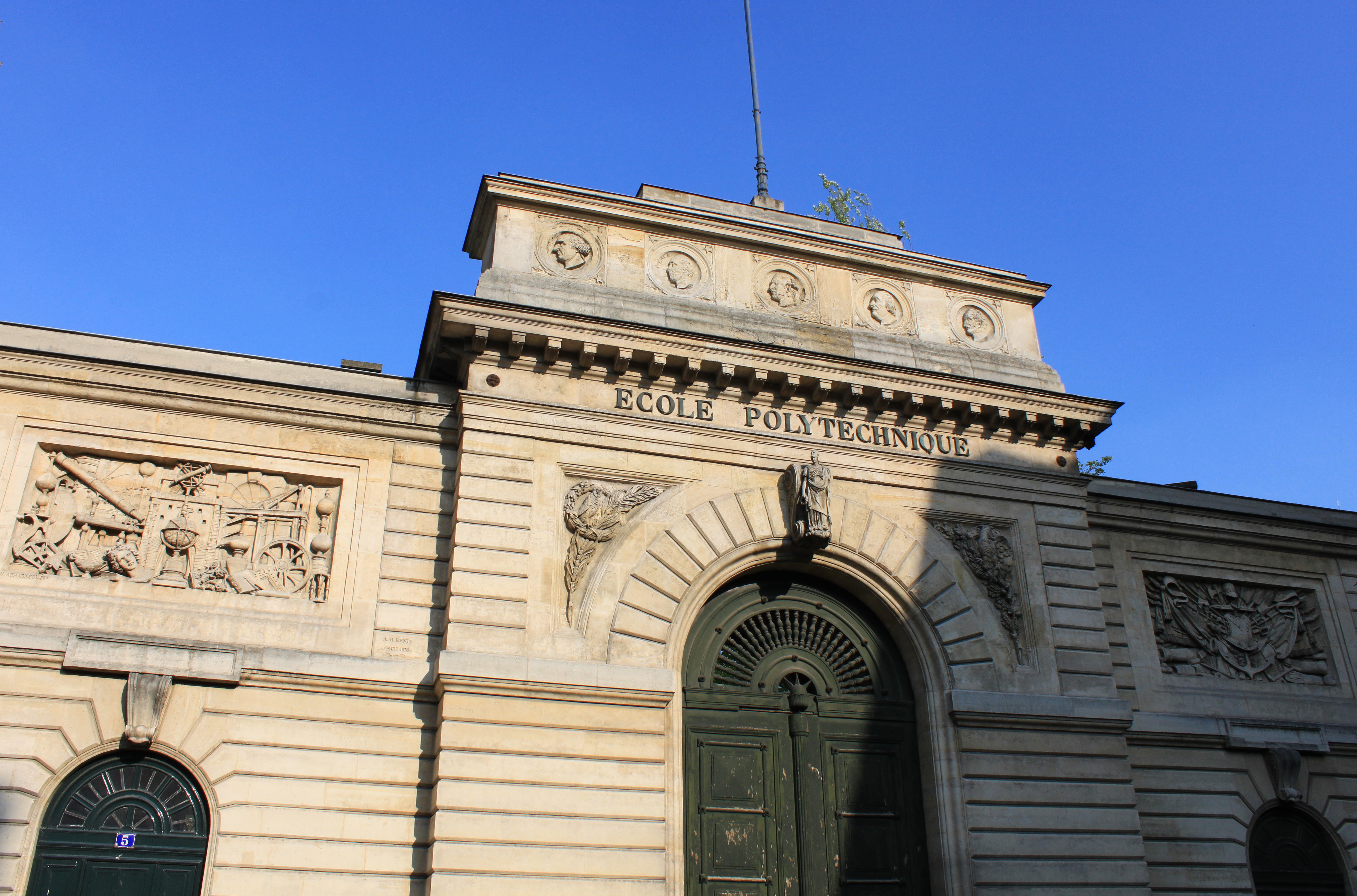
L'École polytechnique à Paris.

Francis Mer est le fils de René Mer (1902-1962), ingénieur général des eaux et forêts, officier de la Légion d'honneur, et de Yvonne Casalta. 
Il est diplômé de l'École polytechnique (X1959) et de l'École nationale supérieure des mines de Paris,,, (1962) et obtient une licence ès sciences économiques en 1964.

### Administration publique
À sa sortie de l'École des mines et après son service militaire, il commence sa carrière dans l'Administration française en 1966. Il y est notamment Chargé de mission au Secrétariat général du comité interministériel pour les questions de coopération économique européenne (1969-1970).
Après avoir atteint le grade d'ingénieur en chef du corps des mines,,,  et avoir été mis provisoirement en disponibilité, il est mis définitivement en retraite de l'Administration en 1980.

### Industrie
Francis Mer entre dans le groupe Saint-Gobain en octobre 1970. Il est responsable du « Plan » dans la société Saint-Gobain Industries en 1971, directeur du « Plan » à la Compagnie de Saint-Gobain Pont-à-Mousson en 1973 et directeur général de Saint-Gobain Industries de 1974 à 1978, avant d'être nommé directeur général adjoint du groupe Saint-Gobain, chargé de la politique industrielle en septembre 1978.
En juillet 1982, il devient président-directeur général de Pont-à-Mousson SA et directeur de la branche « Canalisations et Mécanique » du groupe Saint-Gobain. En septembre 1986, l'État, actionnaire, décide de procéder à la fusion des sociétés Usinor et Sacilor et confie à Francis Mer la présidence du nouveau groupe sidérurgique. En 1988, le groupe Usinor-Sacilor renoue avec les bénéfices pour la première fois depuis 1974, mais retombe dans les pertes entre 1991 et 1994.
En juillet 1994, il est coopté administrateur d'Usinor, en remplacement de Jean-Pierre Desgeorges.
En juillet 1995, Usinor Sacilor est privatisé et Francis Mer est nommé président par le nouveau conseil d'administration le 10 octobre 1995. Pendant ses dix ans de gestion du groupe, le nombre d'employés est passé de 116 000 à 46 000, et le groupe a renoué avec les bénéfices après plusieurs années de crise. Francis Mer avait passé un pacte avec les syndicats en amont de ces réductions d'effectifs, nommé Cap 2000, un programme de réinsertion ou de pré-retraite des employés remerciés.
Par ailleurs, à compter de juin 1988, Francis Mer est président de la Fédération française de l'acier.
De 1990 à 1997, il a également présidé Eurofer, l'association des producteurs d'acier européens.
D'octobre 1997 à octobre 1998, il préside l‘International Iron and Steel Institute.
À partir de 2005, il est membre du directoire de Vale Inco et, en janvier 2007, il est nommé président du conseil de surveillance du groupe Safran,,. À compter du 21 avril 2011, à la suite du changement de structure de l'entreprise qui adopte un fonctionnement avec conseil d'administration, il est nommé vice-président du groupe Safran,.

### Enseignement supérieur et recherche

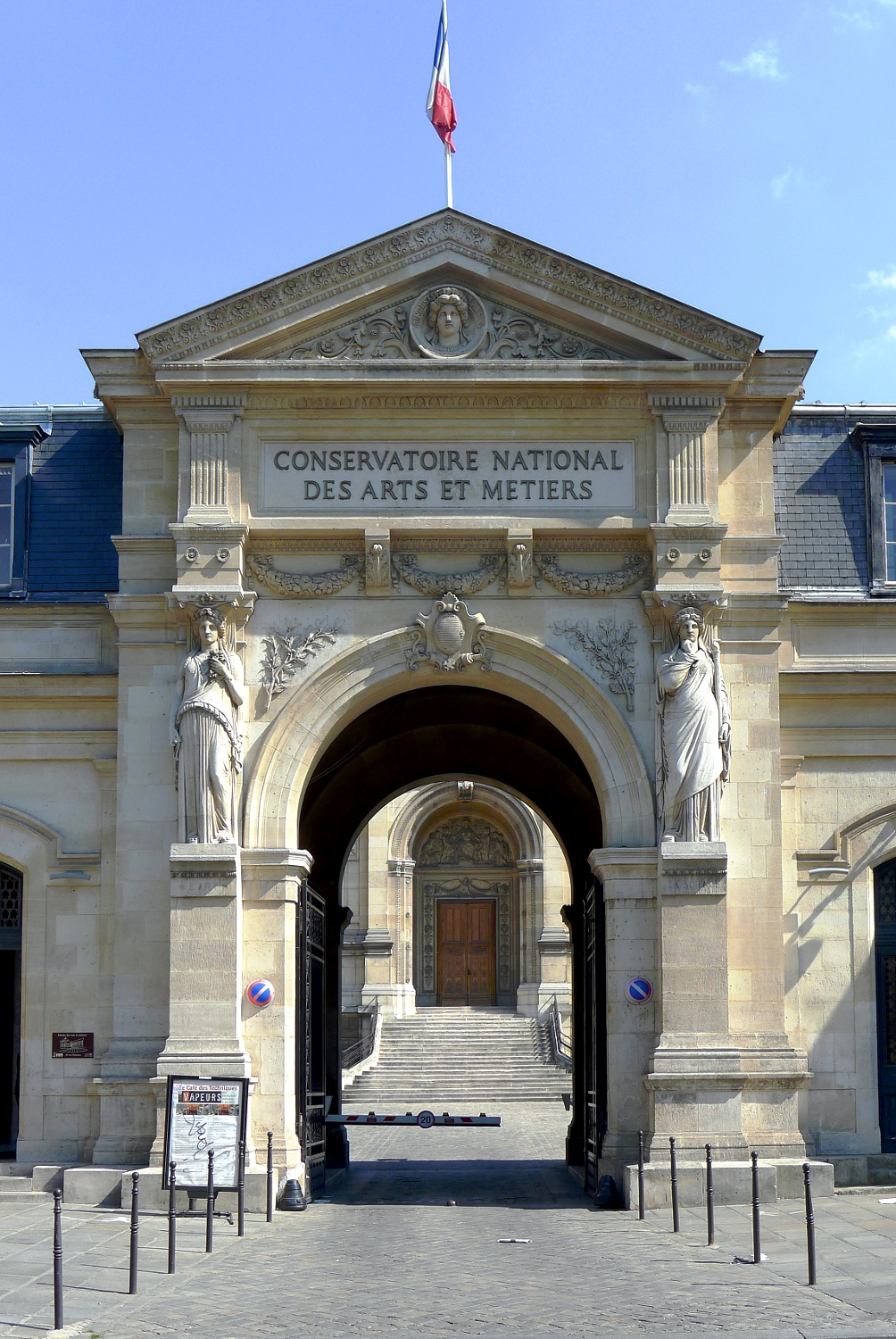
Le Conservatoire national des arts et métiers à Paris.

De 1989 à 1997, Francis Mer est président du conseil d'administration du CNAM.
En 2009, il lance la Fondation Condorcet Paris-Dauphine, un think tank sur la gestion des entreprises,.

### Politique
Du 7 mai 2002 au 30 mars 2004, Francis Mer est membre du premier et du deuxième gouvernement de Jean-Pierre Raffarin en tant que ministre de l'Économie, des Finances et de l'Industrie,. 
Il conduit des privatisations, comme celles de Renault, Air France ou France Télécom. Une loi conduit par ailleurs à la création de l'Autorité des marchés financiers (AMF).
Lors de la constitution du troisième gouvernement Raffarin, il est remplacé par Nicolas Sarkozy à ce poste,.
En 2004, il est le président de la Fondation pour l'innovation politique.
En septembre 2004, il devient président du Comité d'évaluation des stratégies ministérielles de réforme.

### Mort
Il meurt à l'âge de 84 ans le 31 octobre 2023 à Bourg-la-Reine,,, et est inhumé au cimetière communal.

## Vie privée
Catholique, il est père de trois filles.

## Publications
- Francis Mer, « Le grand espoir du XXIe siècle », Journal de la Société de statistique de Paris, 4, 35-36, Paris, 1995[33].
- Francis Mer, avec Sophie Coignard, Vous, les politiques…, Éditions Albin Michel, Paris, 2005.
- Francis Mer, Vous, les candidats…, Éditions Albin Michel, Paris, 2007.